# Bikin (rzeka)
Bikin (ros. Бикин) – rzeka w azjatyckiej części Rosji, na terenie Krajów Nadmorskiego i Chabarowskiego, prawostronny dopływ Ussuri.
Źródło rzeki znajduje się w paśmie górskim Sichote-Aliń. W przeważającej części biegu płynie w kierunku zachodnim. W końcowym biegu przepływa przez miasto Bikin. Uchodzi do Ussuri, na granicy chińsko-rosyjskiej.
Długość rzeki wynosi 560 km, a powierzchnia dorzecza – 22 300 km².
Głównymi dopływami są Ałczan, Baczełaza (prawostronne) i Ziewa (lewostronny).
Górny i środkowy bieg rzeki znajduje się w granicach parku narodowego Bikin.